# Krokeide
Krokeide er en landlig bydel med kun 718 indbyggere pr 1. januar 2014, og et areal på 11,72 km², i det sydlige Bergen i Vestland fylke i Norge.
Krokeide ligger mellem Fanafjorden og Lysefjorden, og har færgeforbindelse til Austevoll. Færgen har sit anløb ved Krokeides kaj.
Køer fra Krokeide leverer mælken til Bergens eneste camembertost. Under navnet "Fanaost" er en ost fra den samme gård gået til tops i mesterskabet World Cheese Awards, afholdt i Bergen i 2018, og bærer titlen "Verdens bedste ost 2018-19".
Krokeide er kendt for sin skole for elever med særlige behov.